# Paragongylidiellum caliginosum
Paragongylidiellum caliginosum is een spinnensoort in de taxonomische indeling van de hangmatspinnen (Linyphiidae).
Het dier behoort tot het geslacht Paragongylidiellum. De wetenschappelijke naam van de soort werd voor het eerst geldig gepubliceerd in 1973 door Jörg Wunderlich.